# ゼイ・アー・ゼア!
ゼイ・アー・ゼア! (英語: They are there!) は、チャールズ・アイヴズが作曲した歌曲。「人民の新しい自由な世界のために戦う」の副題がついている
。

## 概要
『ゼイ・アー・ゼア！』は1917年に作曲された愛国歌で、1942年に改題・改訂された。
生涯にアイヴズは歌曲を200曲近く書いているが、そのほとんどすべてが知られていないと言ってよい。その中でこの曲だけは多少は知られており例外的な存在である。
その理由はクロノス・カルテットがジョージ・クラムの弦楽四重奏曲『ブラック・エンジェルズ』を収録したアルバム内 (1990年発売) で録音したことにある。このCDの中で、生前のアイヴズが個人的にテープに記録した『ゼイ・アー・ゼア！』の自作自演の録音にクロノス・カルテットが同時演奏したものが収録されている。

## 作曲の経緯
アメリカ合衆国が1917年4月になってドイツに宣戦布告し第1次世界大戦に参戦すると、アイヴズは大量の愛国歌を作曲するようになった。『ゼイ・アー・ゼア！』もその中の1曲である。
最初に書かれた時のタイトルは『ヒー・イズ・ゼアー！』(英語: He is there!) で1917年に作曲されたが、1942年になって第2次世界大戦用の愛国歌としてアイヴズ自身が改作した際に『ゼイ・アー・ゼア！』に改められた。その際に歌詞も一部変更されている。
初版に相当する『ヒー・イズ・ゼアー！』の方は、私家版である『114の歌』の50番として収録されており、1917年5月30日の日付が印刷されている
。ピアノ伴奏や歌の旋律は基本的に『ゼイ・アー・ゼア！』と変わらないが、出だしの歌詞はかなり異なっている。また、サビの部分はユニゾンの合唱が指定されていて、各節最後の近くでは合唱がフォルテ・フォルティシモ (fff) で絶叫する。
『114の歌』では、49番『フランダースの野戦場で』(英語: In Flanders Fields)、51番『トムは沖に漕ぎ出す』(英語: Tom Sails Away) と共に、『3つの戦争歌』と書かれている。

## 曲の構成
2節からなる有節歌曲。4分の4拍子の行進曲調の歌曲である。
声楽・伴奏パートには『自由の喊声』『星条旗』や起床ラッパなど、12個を越える数の愛国歌が引用されている。
演奏時間は約3分。

## 編成
伴奏はピアノの他に、アド・リビトゥムでヴァイオリン (またはフルート) がついている。
- 独唱
- ピアノ
- ヴァイオリンまたはフルート (任意)

変則的な2管編成のオーケストラとユニゾンの合唱による『ゼイ・アー・ゼア！』が、ニューヨークのPeer International corporationから1961年に出版されている。

## 歌詞
作曲者自身の手による。
三国同盟は愚かで利己的なグループで、独裁者によって統治されていると断じる一方、人民の自由や権利、ヒューマニティーを守ることを理由に、今や戦う時が来たのだとアメリカの兵士たちを鼓舞し、戦争は正しい行いだと讃える内容の歌詞である。

## 録音
- Romanzo di Central Park : Songs by Charles Ives, ハイペリオン CDA 67644、Gerald Finley (バリトン), Julius Drake (ピアノ), 2007年録音

### 注
1. ↑  2022年現在、アイヴズに関する日本語の文献や、オーケストラ作品以外の録音で日本語による解説のあるものはほとんど流通していないと言ってよい。そのため、『フランダースの野戦場で』『トムは沖に漕ぎ出す』という日本語訳はウィキペディア日本語版の記事を作った際にやむを得ず編集者が暫定的に付けたものに過ぎず、一般的に通用しているものではない。